# In the Old Dutch Times
In the Old Dutch Times è un cortometraggio muto del 1913. Non si conosce il nome del regista del film che ha come interprete Richard Ridgely. L'attore firma anche la sceneggiatura della pellicola prodotta dalla Edison.

## Produzione
Il film fu prodotto dalla Edison Company.

## Distribuzione
Distribuito dalla General Film Company, il film - un cortometraggio in una bobina - uscì nelle sale cinematografiche degli Stati Uniti l'11 luglio 1913.